# Cerezo de Arriba
Cerezo de Arriba és un municipi de la província de Segòvia, a la comunitat autònoma de Castella i Lleó.

## Demografia
| 1991 | 1996 | 2001 | 2004 | 2007 |
| ---- | ---- | ---- | ---- | ---- |
| 201? | 240? | 196  | 185  | 208  |